# Riccardo Migliori
Riccardo Migliori (Firenze, 7 marzo 1952) è un politico italiano.

## Biografia
Laureato in giurisprudenza, è consigliere comunale per il Movimento Sociale Italiano dal 1975 al 1980.
Alle elezioni regionali in Toscana del 1980 è il primo dei non eletti del MSI, ma entra a far parte del Consiglio regionale il 18 gennaio 1983 a seguito della scomparsa di Camillo Andreoni. Alle successive elezioni regionali del 1985 viene rieletto nella circoscrizione di Firenze in consiglio regionale della Toscana. Vede poi riconfermato il proprio seggio anche alle regionali toscane del 1990 e del 1995 nelle file di Alleanza Nazionale (AN).
Diventa deputato per AN alle elezioni politiche del 1996, confermando il seggio a Montecitorio anche nel 2001 e poi nel 2006, sempre con il partito guidato da Gianfranco Fini.
Considerato il volto diplomatico della destra toscana, nel 2005 viene nominato coordinatore regionale di Alleanza Nazionale in Toscana dal presidente Gianfranco Fini.
Alle elezioni politiche del 2008 viene rieletto deputato della XVI legislatura della Repubblica Italiana nella circoscrizione Toscana per Il Popolo della Libertà. Dal luglio 2006 è membro della delegazione italiana presso l'Assemblea parlamentare dell'OSCE; il 26 giugno 2008, è stato eletto Presidente della delegazione. Membro attivo dell'Assemblea OSCE, il 9 luglio 2012 è stato eletto come nuovo presidente dell'Assemblea OSCE, concludendo il mandato nel 2014.
Alle elezioni politiche del 2013 non viene ricandidato tra le liste del PdL, escluso dopo 17 anni in Parlamento, dimettendosi, a seguito di ciò, da vice-coordinatore regionale del PdL in Toscana: per la prima volta in 30 anni che rimane fuori dalle assemblee legislative.
Il 16 novembre 2013, con la sospensione delle attività del Popolo della Libertà, aderisce al Nuovo Centrodestra (NCD) guidato da Angelino Alfano.
In vista della nascita del governo Draghi, lancia un appello a Fratelli d'Italia di Giorgia Meloni per cambiare idea e appoggiare l'esecutivo, assieme ad altri 23 ex-esponenti di AN.

## Vicende giudiziarie
A novembre 2015 viene indagato nell'inchiesta della Procura antimafia di Napoli per traffico d'armi che riguarda elicotteri, parti di aerei e armi.